# كي أوكامي
كانت كي أوكامي (岡 見 京 ،Okami Kei ،11 سبتمبر 1859 - 2 سبتمبر 1941) هي طبيبة يابانية. كانت أول امرأة يابانية تحصل على شهادة في الطب الغربي من جامعة غربية (كلية الطب النسائية في بنسلفانيا، الولايات المتحدة الأمريكية).

## الحياة المُبكرة
ولدت كي أوكامي باسم نيشيدا كيكو في محافظة أوموري عام 1858. تخرجت من مدرسة يوكوهاما كيوريتسو للبنات عام 1878، ثم درست اللغة الإنجليزية في مدرسة ساكوراي للبنات. تزوجت من مدرس فنون، أوكامي سينكِشيِرو Okami Senkichiro، في سن الخامسة والعشرين. سافر الزوجان بعد ذلك إلى الولايات المتحدة.

## التدريب الطبي
في أمريكا، درست كي أوكامي في كلية الطب النسائية في بنسلفانيا، وحصلت على مساعدة من جمعية التبشير الخارجية النسائية التابعة للكنيسة المشيخية. بعد أربع سنوات من الدراسة، تخرجت في عام 1889، مع سوزان لا فليش بيكوت. وبذلك أصبحت أول يابانية تحصل على شهادة في الطب الغربي من جامعة غربية.

## مهنة الطب
بعد عودتها إلى اليابان، عملت كي أوكامي أيضًا في مستشفى جِكي (الآن مستشفى كلية الطب بجامعة جكي) بدعوة من تَكاكي كَنيهِرو Takaki Kanehiro. استقالت لأن الإمبراطور ميجي رفض مزاولتها للطب لأنها أنثى. ثم افتتحت عيادتها الخاصة، وعملت من منزلها في أكاساكا تاميكي، ميناتو. عملت كي أوكامي في أمراض النساء وعالج مرضى السل أيضًا.
في ما بعد، تركت مزاولة العمل الطبي، وشغلت منصب نائب مدير مدرسة شوي للبنات (التي سبقت مدرسة شوي للبنات الصغار والثانوية العليا)، التي أسسها صهرها كيومون. في عام 1897، افتتحت مستشفى نسائي صغيرًا بالشراكة مع صديقتها السيدة ترو. كما أنشأت مدرسة للتمريض في نفس المبنى. أُغلق المستشفى بعد تسع سنوات، حيث كان هناك عدد قليل جدًا من المرضى، ومعظمهم من الواعظات الأجنبيات. بعد ذلك، تقاعدت بسبب سرطان الثدي. وكانت نصرانية متدينة، شاركت في العمل التبشيري في اليابان، بالإضافة إلى تدريس علم التشريح للممرضات في واحد من أكبر المستشفيات في اليابان.